# Prix de la Revue des Deux Mondes
Pour les articles homonymes, voir Deux mondes.
Le prix de la Revue des Deux Mondes est un prix littéraire, créé en 2008, qui récompense un ouvrage pour ses qualités littéraires et la pertinence de son sujet dans le débat d'idées contemporain.

## Présentation
Créé en 2008 par Marc Ladreit de Lacharrière, président de Fimalac et de la Revue des Deux Mondes, « le prix vise à récompenser et faire connaître un essai paru dans l’année en langue française, à la fois pour ses qualités littéraires et la pertinence de son sujet dans le débat d’idées contemporain. » Il est doté de 10 000 euros.
Le jury, présidé par le rédacteur en chef de la revue, est composé de membres du comité de rédaction de la Revue des Deux Mondes.

## Liste des lauréats

### Années 2000
- 2008 : Gilbert Dagron, Décrire et peindre, Gallimard, 2007
- 2009 : Mona Ozouf, Composition française, Gallimard, 2009

### Années 2010
- 2010 : Antoine de Baecque, Godard, Grasset, 2010  (ISBN 978-2246647812)
- 2011 : Guillaume Métayer, Anatole France et le nationalisme littéraire : Scepticisme et tradition, éditions du Félin, 2011  (ISBN 978-2866457426)
- 2012 : Lucien d'Azay, Trois excentriques anglais, Les Belles Lettres, 2011  (ISBN 978-2251444239)
- 2013 : Gérald Bronner, La Démocratie des crédules, PUF, 2013  (ISBN 978-2130607298)
- 2014 : Pierre Grosser, Traiter avec le diable ? Les vrais enjeux de la diplomatie au XXIe siècle, Odile Jacob, 2013  (ISBN 978-2738127716)
- 2015 : Michel Eltchaninoff, Dans la tête de Vladimir Poutine, Actes Sud
- 2016 : Gilles Kepel, Terreur dans l’Hexagone, genèse du djihad français, Gallimard
- 2017 : Patrice Gueniffey, Napoléon et de Gaulle, deux héros Français, Perrin
- 2018 : Stephen Smith, La ruée vers l'Europe: la jeune Afrique en route pour le vieux continent
- 2019 : Kamel Daoud, Le peintre dévorant la femme, Stock

### Années 2020
- 2020 : non décerné
- 2021 : Raphaël Doan, Le Rêve de l’assimilation – De la Grèce antique à nos jours, Passés composés
- 2022 : Jean-Marie Guéhenno, « Le premier XXIe siècle » (Paris, Flammarion, 2021, 368 pages,  (ISBN 978-2-08-025596-9))
- 2023 : Florence Bergeaud-Blackler, Le Frérisme et ses réseaux, l'enquête, Odile Jacob, 2023, 416 p. (ISBN 9782415003562)[3]
- 2024 : David Colon, La Guerre de l'information. Les États à la conquête de nos esprits, Tallandier, 2023, 480 p. (ISBN 9791021055872)[4]